# Ballywee
Ballywee (irisch An Baile Buí – deutsch „das gelbe Dorf“), zwischen den Städten Antrim und Ballyclare im County Antrim in Nordirland gelegen, ist ein Komplex aus zwei unvollständig erhaltenen Raths und drei Souterrains, der während der Steinzeit entstand und noch in der Eisenzeit genutzt wurde, worauf die Raths verweisen. Bei Souterrains wird grundsätzlich zwischen „rock-cut“, „earth-cut“, „stone built“ und „mixed“ Souterrains unterschieden.
Ein Wallrest, der ursprünglich zu einem doppelten Rath gehörte, umschließt teilweise noch einen Bereich von etwa 90 × 50 Metern und mindestens sechs Hausgrundrisse und drei Souterrains, die 1974 und 1994 ausgegraben und restauriert wurden. Mehrere Souterrains an einem Siedlungsplatz sind äußerst selten. Ein Haus am südlichen Ende hat einen steingepflasterten Fußboden, einen Herd und ein Souterrain. Zwei der (stone-built) Souterrains hatten ihren Zugang innerhalb der Gebäude, das dritte lag isoliert. Spuren weiterer Gebäude sowie die Funde von Glasperlen, Eisen, einem Mahlstein, Spinnwirteln, Keramik und einer versilberten Bronzeschnalle zeigen, dass der Platz bis ins frühe Mittelalter genutzt wurde. 
In der Nähe befinden sich der Steinkreis von Ballynoe und Rathbeg (deutsch „das kleine Rath“). 